# Lithacodia mesophoenica
Lithacodia mesophoenica är en fjärilsart som beskrevs av Paul Dognin 1914. Lithacodia mesophoenica ingår i släktet Lithacodia och familjen nattflyn. Inga underarter finns listade i Catalogue of Life.